# Валле, Руди
Ру́ди Ва́лле (также пишется Валли или Вэлли, англ. Rudy Vallée; 28 июля 1901 — 3 июля 1986) — американский певец, саксофонист, бэнд-лидер и актёр, писавший также сам песни, один из самых популярных артистов эстрады конца 1920-х — 1930-х годов, суперзвезда, идол женщин.
Считается первым из великих крунеров, превратившим свою вокальную слабость в достоинство и проложившим дорогу для Бинга Кросби, Фрэнка Синатры и для всех других тихо поющих певцов, вызывающих своим негромким голосом сильные эмоции. Тогда, перед появлением на музыкальной сцене Бинга Кросби, был одним из немногим певцов, кто так пел (одним из немногих певцов-крунеров).
Руди Валле считается первой музыкальной суперзвездой и знаменит тем, как с конца 1920-х годов женщины сходили от него с ума. (Примечание: Были суперзвёзды-артисты и т. п., но в музыкальном жанре считается, что он был первой суперзвездой.)
Также известен тем, что пел через мегафон и начинал свои выступления со слов «Хей-хо, эврибади».
В 1929 году сыгранная им роль певца в фильме Vagabond Lover принесла Руди первый успех в кино, и с тех пор и по 1943 год он вёл на радио часовое шоу-варьете (сборную программу с различными развлекательными номерами) The Rudy Vallee Show.
Карьера Валле была удивительно долгой. После войны он вернулся в Голливуд, где снимался в кино, работал на радио и позже на телевидении. Крупнейшая роль как актёра пришла к нему в 1961 году, когда он сыграл роль напыщенного президента компании в ставшем большим хитом бродвейском мюзикле How to Succeed in Business Without Really Trying. В 1967 году он сыграл эту роль и в киноэкранизации этого мюзикла. В кино Руди Валле продолжал играть до середины 1970-х годов, а выступать на эстрадной сцене по всей стране — ещё десять лет, вплоть до самой своей смерти.

## Личная жизнь и интересы
Четвёртая и последняя жена певца, Элеанор, является автором книги воспоминаний, озаглавленной My Vagabond Lover. Навсегда преданный Йельскому университету, тот не забывал о своих корнях и владел поместьем на озере Кезар в штате Мэн.

## Фильмография
- См. «Rudy Vallée § Selected filmography» в английском разделе.

## Примечание
1. ↑  American Radio Archives and Museum. Thousand Oaks Library Foundation. Дата обращения: 7 февраля 2015. Архивировано из оригинала 3 марта 2016 года.
2. 1 2 3 4 5  Rudy Vallee - Biography - Singer, Radio Talk Show Host. Дата обращения: 7 февраля 2015. Архивировано из оригинала 7 февраля 2015 года.
3. 1 2 3 4 5  Rudy Vallée — Music Biography, Streaming Radio and Discography. AllMusic. Дата обращения: 7 февраля 2015. Архивировано 4 марта 2015 года.
4. 1 2  Rudy Vallée is born — History.com This Day in History — 7/28/1901. History Channel. Дата обращения: 7 февраля 2015. Архивировано из оригинала 25 сентября 2014 года.
5. ↑  Deane L. Root. Vallee [Vallée, Rudy] (англ.). — Oxford University Press, 2001. — (Oxford Music Online).